# Шкала вулканической активности

Связь VEI с объёмом выбросов в атмосферу

Шкала вулканической активности (также VEI, от англ. Volcanic Explosivity Index) — показатель силы извержения вулкана, основанный на оценке объёма извергнутых продуктов (тефра) и высоте столба пепла. Предложен К. Ньюхоллом (C. A. Newhall) и С. Селфом (S. Self) в 1982 году для оценки воздействия извержений на земную атмосферу.
Диапазон изменения: от нуля («невзрывное») — для извержений, с объёмом выбросов менее 10 тыс. м³ (104 м³), до восьми («мегаколоссальное») — для извержений, выбрасывающих в атмосферу более 1000 км³ (1012 м³) пепла и высотой столба пепла более 25 км (см. рис.)
Извержения с показателем VEI 6 баллов и более могут вызывать эффект вулканической зимы — заметного похолодания в планетарном масштабе.

## Описание шкалы
| VEI | Объём выброшенных материалов | Классификация                     | Описание характера извержения | Высота эруптивной колонны | Частота            | Выбросы в тропосферу | Выбросы в стратосферу | Возможность пирокластических потоков |
| VEI | | Примеры                           | Примеры                       | Примеры                   | Примеры            | Примеры              | Примеры               | Примеры                              |
| --- | --- | --------------------------------- | ----------------------------- | ------------------------- | ------------------ | -------------------- | --------------------- | ------------------------------------ |
| 0   | до 10 000 м³ | Гавайское                         | Невзрывное                    | Менее 100 м               | Постоянно          | Незначительные       | Нет                   | Нет                                  |
| 0   | Килауэа, Питон-де-ла-Фурнез |                                   |                               |                           |                    |                      |                       |                                      |
| 1   | > 10 000 м³ | Гавайское / Стромболианское       | Лёгкое                        | До километра              | Каждый день        | Небольшие            | Нет                   | Нет                                  |
| 1   | Ньирагонго (2002), Остров Рауль (2006), Стромболи (извергается уже более двух тысяч лет) |                                   |                               |                           |                    |                      |                       |                                      |
| 2   | > 0.001 км³ | Стромболианское                   | Взрывное                      | 1-5 км                    | Два раза в месяц   | Умеренные            | Нет                   | Редкость                             |
| 2   | Ундзэн (1792), Кумбре-Вьеха (1949), Галерас (1993), Синабунг (2010) |                                   |                               |                           |                    |                      |                       |                                      |
| 3   | > 0.01 км³ | Стромболианское/Пелейское         | Сильное                       | 3-10 км                   | Раз в три месяца   | Значительные         | Возможны              | Редкость                             |
| 3   | Невадо дель Руис (1985), Лассен-Пик (1915), Суфриер-Хилс (1995), Набро (2011) |                                   |                               |                           |                    |                      |                       |                                      |
| 4   | > 0.1 км³ | Пелейское/Субплинианское          | Катастрофическое              | Более 10 км               | 18 месяцев         | Значительные         | Точно будут           | Возможны                             |
| 4   | Майон (1814), Монтань-Пеле (1902), Галунггунг (1982), Эйяфьядлайёкюдль (2010), Мерапи (2010) |                                   |                               |                           |                    |                      |                       |                                      |
| 5   | > 1 км³ | Плинианское                       | Пароксизмальное               | Более 10 км               | 12 лет             | Значительные         | Серьёзные             | Обязательно будут                    |
| 5   | Везувий (79), Фудзи (1707), Таравера (1886), Сент-Хеленс (1980), Пуеуэ (2011), Серро-Хадсон (1991)                                                                                                  |                                   |                               |                           |                    |                      |                       |                                      |
| 6   | > 10 км³ | Плинианское / Ультраплинианское   | Колоссальное                  | Более 20 км               | 50—100 лет         | Значительные         | Значительные          | Обязательно будут                    |
| 6   | Лах (ок. 12 900 до н. э.), Вениаминов (ок. 1750 до н. э.), Илопанго (535), Уайнапутина (1600), Кракатау (1883), Новарупта (1912), Пинатубо (1991)                                                   |                                   |                               |                           |                    |                      |                       |                                      |
| 7   | > 100 км³ | Ультраплинианское                 | Сверхколоссальное             | Более 30 км               | От 500 до 1000 лет | Значительные         | Значительные          | Опустошительные                      |
| 7   | Флегрейские поля (ок. 40 000 до н. э.), Санторин (ок. 1620 до н. э.), Таупо (180), Пэктусан (946), Ринджани (1257), Тамбора (1815)                                                                  |                                   |                               |                           |                    |                      |                       |                                      |
| 8   | > 1000 км³ | Ультраплинианское/ Мегаизвержение | Мегаколоссальное              | Более 50 км               | Более 50 000 лет   | Обширные             | Обширные              | Катастрофические                     |
| 8   | Серро-Галан (ок. 2 500 000 до н. э.), Йеллоустон (Лава-Крик) (630 000 до н. э.), Тоба (74 000 до н. э.), Таупо (25 360 до н. э.), Таупо (ок. 250 000 до н. э.), Ла-Гарита (ок. 27 000 000 до н. э.) |                                   |                               |                           |                    |                      |                       |                                      |

Всего было насчитано 47 извержений VEI 8, начиная с ордовика и заканчивая плейстоценом, 42 из которых произошли за последние 36 миллионов лет. Последним из них было извержение Оруануи. В голоцене извержений VEI 8 не было, но было как минимум пять извержений VEI 7. Также было как минимум 58 плинианских извержений более низкой интенсивности.

## Крупнейшие извержения вулканов
- 1991 год — извержение вулкана Пинатубо на филиппинском острове Лусон силой 6 баллов, вызвавшее временное падение температуры на 0,5 °C.
- 1912 год — извержение вулкана Новарупта на Аляске силой 6 баллов, объём выброса тефра составил 17 км³, из которых на землю выпало около 11 км³ пепла. Столб пепла поднялся на 20 км, а звук был слышен за 1200 км.
- 1902 год — извержение вулкана Санта-Мария в западной Гватемале, недалеко от города Кесальтенанго. Сила извержения 6 баллов, объём выброса приблизительно составил 5,5 км³. Столб пепла поднялся на 28 км, взрыв был слышен за 800 км в Коста-Рике. Погибло около 6 тысяч человек.
- 1883 год — «целиком» взорвался вулкан Кракатау; объём выброса тефры составил 18 км³. Взрывная волна не менее 7 раз обошла земной шар. Мощность взрыва оценивается в 3,4 раз больше самой мощной советской водородной бомбы.
- 1815 год — извержение вулкана Тамбора на острове Сумбава, сила достигла 7 баллов; объём выбросов в атмосферу порядка 150—180 км³. Оно вызвало всемирное понижение средней температуры на 0,4—0,7 °C[3], а в некоторых областях — на 3—5 °C[4] в течение 1816 года (т. н. «год без лета»).
- 1783 год — извержение вулкана Лаки и Гримсвётн, Исландия (19,6 км³ лавы). Вызванное извержением понижение температуры в северном полушарии привело в 1784 году к неурожаю и голоду в Европе.
- 1600 год, 19 февраля — извержение вулкана Уайнапутина, Перу; 6 баллов VEI. Сильнейшее извержение вулкана в Южной Америке за историческое время, которое, по некоторым оценкам, вызвало общемировое понижение температуры и стало причиной неурожая в России 1601—1603 и начала Смутного времени.
- Около 969 года — сильное извержение вулкана Пэктусан (одно из трёх сильнейших за последние 5 тыс. лет наряду с Тамбора и Таупо (извержение Хатепе). Образовалось Небесное озеро (Тяньчи). Выбросил 96 км³ породы.
- В 535—536 гг. произошло самое резкое понижение среднегодовой температуры в северном полушарии за последние 2 тыс. лет. Часто это похолодание связывают с извержениями вулкана Илопанго, реже с Кракатау и Тавурвур.
- 180 год — извержение «Хатепе» вулкана Таупо силой 7 баллов; сильнейшее за последние 25 тыс. лет. Образовалось озеро Таупо. Имело не столь сильное влияние на северное полушарие, однако римские и китайские источники зарегистрировали явление «красного неба».
- Около 1650 года до н. э. — минойское извержение вулкана Санторин в Эгейском море, в 95 км к северу от Крита, было в 3 раза сильнее, чем Кракатау. 60—65 км³ выбросов.
- Около 27 тыс. лет назад на Северном острове Новой Зеландии произошло извержение «Оруануи» вулкана Таупо силой 8 баллов; сильнейшее за последние 70 тыс. лет. Объём выбросов составил порядка 1100 км³ пепла, не считая 530 км³ магмы; это 30 млрд тонн породы.[источник не указан 1421 день]
- 69—77 тыс. лет назад произошло извержение вулкана Тоба (о. Суматра, Индонезия). В результате на Земле в течение 6—10 лет шли сернистые дожди, была вулканическая зима. Это же послужило причиной последующего тысячелетнего похолодания. По мнению некоторых ученых[5], численность предков человека сократилась тогда до 2—10 тысяч (эффект бутылочного горлышка).
- Извержение Йеллоустонского вулкана около 2,1 млн лет назад имело силу 8 баллов; 2450 км³ пепла было выброшено в атмосферу.
- 26—28 млн лет назад произошло извержение кальдеры Ла-Гарита в горах Сан-Хуан, Колорадо. Является одним из крупнейших вулканических извержений в истории Земли.